# Hammer Smashed Face
Hammer Smashed Face es el primer EP de Cannibal Corpse, distribuido por Metal Blade Records en 1993. Existe también un sencillo que únicamente contiene las tres primeras canciones del mismo. Por compartir canciones con Tomb of the Mutilated, estuvo prohibido en Alemania hasta junio de 2006. Se realizaron dos versiones de la carátula, la correspondiente al sencillo, que muestra un primer plano de una calavera usada como candelabro (y que aparecía ya en la portada de Tomb of the Mutilated) y la del EP, que es mucho más gráfica y presenta un hombre destrozado a martillazos.
La canción que da nombre al EP es muy conocida por una breve aparición en Ace Ventura, en la que Jim Carrey canta y baila imitando a Chris Barnes.

## Lista de canciones
| Versión EP |                                               |          |  |
| N.º        | Título                                        | Duración |  |
| 1.         | « Hammer Smashed Face»                        | 4:04     |  |
| 2.         | «The Exorcist» (versionando a Possessed)      | 4:37     |  |
| 3.         | «Zero the Hero» (versionando a Black Sabbath) | 6:35     |  |
| 4.         | «Meat Hook Sodomy»                            | 5:47     |  |
| 5.         | «Shredded Humans»                             | 5:12     |  |
| 26:17      |                                               |          |  |

| Versión Sencillo |                                               |          |  |
| N.º              | Título                                        | Duración |  |
| 1.               | «Hammer Smashed Face»                         | 4:04     |  |
| 2.               | «The Exorcist» (versionando a Possessed)      | 4:37     |  |
| 3.               | «Zero the Hero» (versionando a Black Sabbath) | 6:35     |  |
| 15:17            |                                               |          |  |

## Miembros
- Chris Barnes - voz
- Jack Owen - guitarra
- Bob Rusay - guitarra
- Alex Webster – bajo
- Paul Mazurkiewicz – batería